# Charles Birch
Louis Charles Birch (8 de febrero de 1918–19 de diciembre de 2009) fue un biólogo y genetista australiano.
Charles Birch fue profesor emérito de la Universidad de Sydney desde 1983 hasta su muerte en 2009. Fue profesor visitante en universidades de São Paulo, Minnesota y California.
En 1961 fue honrado como miembro de la Academia Australiana de Ciencias y como miembro de la Asociación Americana para el Avance de la Ciencia en 1980. Se convirtió en miembro del Club de Roma en 1980 y fue un miembro Honorario Vitalicio de la Sociedad Ecológica Británica. También fue miembro vitalicio honorario de la Sociedad Ecológica de América. 
El Premio Ecologista Eminente le fue entregado en 1988, y fue galardonado con el Premio Templeton en 1990. Birch fue miembro del Centro de Estudios del Proceso, el Centro de ModernWorld Post, y el Consejo Mundial de las Iglesias. 
En toda su carrera como biólogo y genetista participó en la reflexión sobre cuestiones de ciencia y fe. Vio los descubrimientos modernos sobre las ciencias naturales como la ampliación de la comprensión de Dios como diseñador y creador del universo y sus criaturas.
Birch escribió nueve libros y sesenta publicaciones sobre la ciencia, la religión, y la existencia humana. 
Hasta su muerte el 18 de diciembre de 2009, vivió en Darling Point, Nueva Gales del Sur, Australia. 

## Obras
- The Distribution and Abundance of Animals, with H. G. Andrewartha, University of Chicago Press, 1954
- Nature and God, SCM Press, 1965
- Confronting the Future: Australia and the world: the next hundred years, Penguin Books, 1975 (2nd edition 1993) ISBN 0-14-021937-4
- Genetics and the Quality of Life, with Paul Abrecht. Pergamon Press, 1975. ISBN 0-08-018210-0[4]
- Another Australia in a Just and Sustainable Global Society: An Address University of Newcastle, 1976.
- The Liberation of Life: From the Cell to the Community, with John B. Cobb Jr., Cambridge University Press, 1981. ISBN 0-521-23787-4[5]
- The Ecological Web: more on the distribution and abundance of animals, con H. G. Andrewartha, Univ. of Chicago Press, 1984. ISBN 0-226-02033-9[6]
- Liberating Life: Contemporary Approaches to Ecological Theory, Orbis, 1990 ISBN 0-88344-689-8[7]
- On Purpose, UNSW Press, 1990. ISBN 0-86840-371-7 (publicado en USA como A Purpose for Everything: Religion in a Postmodern World View, Twentythird Publications, 1990. ISBN 0-89622-453-8)[8]
- Regaining Compassion for Humanity and Nature, UNSW Press, 1993. ISBN 0-86840-213-3
- Feelings, UNSW Press, 1995. ISBN 0-86840-151-X
- Living With the Animals: The Community of God's Creatures, con Lukas Vischer. Risk Book Series, World Council of Churches, 1996. ISBN 2-8254-1227-9[9]
- Biology and the Riddle of Life, copublicado por UNSW Press (Australia), 1999. ISBN 0-86840-785-2
- Life and Work: Challenging Economic Man, con David Paul. UNSW Press, 2003. ISBN 0-86840-670-8
- Science and Soul, copublicado por UNSW Press (Australia), 2007 & Templeton Foundation Press (USA), 2008. ISBN 978-0-86840-958-0